# Ischnochiton gallensis
Ischnochiton gallensis är en blötdjursart som beskrevs av von Knorre 1925. Ischnochiton gallensis ingår i släktet Ischnochiton och familjen Ischnochitonidae.
Artens utbredningsområde är Sri Lanka. Inga underarter finns listade i Catalogue of Life.